# 磯村
磯村（いそむら）は、島根県周吉郡にあった村。現在の隠岐の島町の南端、町中心部の南西一帯にあたる。

## 地理
- 海洋：日本海
- 島嶼：島後
- 山岳：城山、埋山、飯ノ山、小鍬子山

## 歴史
- 1904年（明治37年）5月1日 - 島根県隠岐国ニ於ケル町村ノ制度ニ関スル件の施行により、下西村・西田村・今津村・加茂村の区域をもって発足。
- 1954年（昭和29年）7月1日 - 西郷町・東郷村・中条村と合併し、改めて西郷町が発足、同日磯村廃止。